# Eurovision Song Contest 2016
Eurovision Song Contest 2016, česky také Velká cena Eurovize 2016 (či jen Eurovize 2016), byl 61. ročník soutěže Eurovision Song Contest, který se konal ve Stockholmu ve Švédsku, a to díky vítězství zpěváka Månse Zelmerlöwa s písní „Heroes“ na předchozím ročníku. Soutěž, organizovaná Evropskou vysílací unií (EVU) a stanicí Sveriges Television (SVT), se konala v Globe Arena. Semifinálová kola se uskutečnila 10. a 12. května, finále pak 14. května 2016. Moderátory přenosů byli Petra Mede a Måns Zelmerlöw.
Soutěže se zúčastnilo 42 zemí, což je o dva státy více oproti předchozímu roku. Do soutěže se po roční pauze vrátila Ukrajina, po dvou letech Bulharsko a Chorvatsko a po tříleté pauze Bosna a Hercegovina. Portugalsko se soutěže nezúčastnilo, aby se mohlo zaměřit na vylepšení národního kola. Rumunsko bylo ze soutěže diskvalifikováno kvůli dluhu vůči EVU.
Vítězem se stala ukrajinská zpěvačka Džamala s písní „1944“. Poprvé od zavedení porot v roce 2009 se vítězem stala skladba, která nevyhrála u diváků ani u porot – podle poroty skončila na 1. místě Austrálie, podle diváků Rusko, Ukrajina skončila v obou případech druhá. Poprvé v historii se do finále probojovalo Česko, naopak Bosna a Hercegovina a Řecko historicky poprvé nepostoupili do finále.
Součástí soutěže bylo zavedení nového hlasovacího systému. Porotci oznamovali bodová hodnocení jako dosud, hlasy diváků byly ale sečteny a pro každou zemi zveřejňovány od konce dle výsledku hodnocení porot. Poprvé byla soutěž vysílána živě v televizi v USA. Soutěž sledovalo rekordních 204 milionů diváků, což je o 5 milionů více oproti předchozímu roku.

## Místo konání

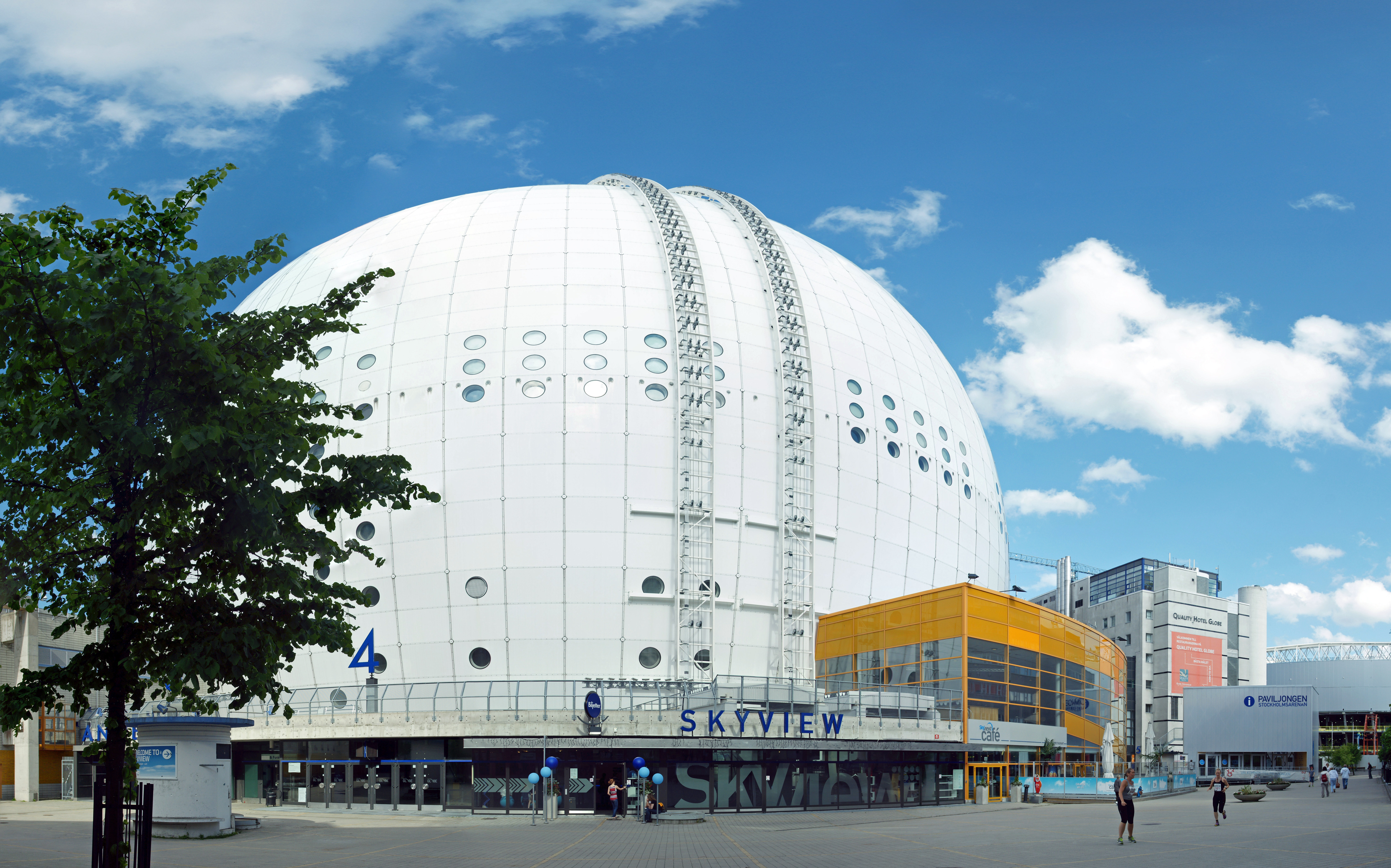
Místo konání soutěže, Globe Arena ve Stockholmu

Hostující televizní kanál Sveriges Television (SVT) oznámil dne 24. května, den po vítězství v soutěži Eurovision Song Contest 2015, že dějištěm první volby byla Tele2 Arena ve Stockholmu. Přesto byla vyzvána k předložení nabídky i jiná města a arény. Měly asi tři týdny na to, aby předložily svou nabídku SVT. Ta 1. června oznámila podmínky, které musela města a místa splňovat, aby se mohla o hostování soutěže ucházet.
Svoje nabídky podaly Saab Arena v Linköpingu; Fjällräven Center v Örnsköldsvik; Göransson Arena v Sandvikenu; Malmö Arena v Malmö, které hostilo už Eurovision Song Contest 2013; Ullevi a Scandinavium (hostilo Eurovision Song Contest 1985) v Göteborgu; Annexet, Friends Arena, Globe Arena, Hovet a Tele2 Arena ve Stockholmu. Hostitelské právo nakonec obdržela aréna Globe Arena, která v minulosti hostila Eurovision Song Contest 2000 a také Mistrovství světa v ledním hokeji 2012 a 2013. Hala disponuje běžnou kapacitou 16 000 diváků.

## Formát

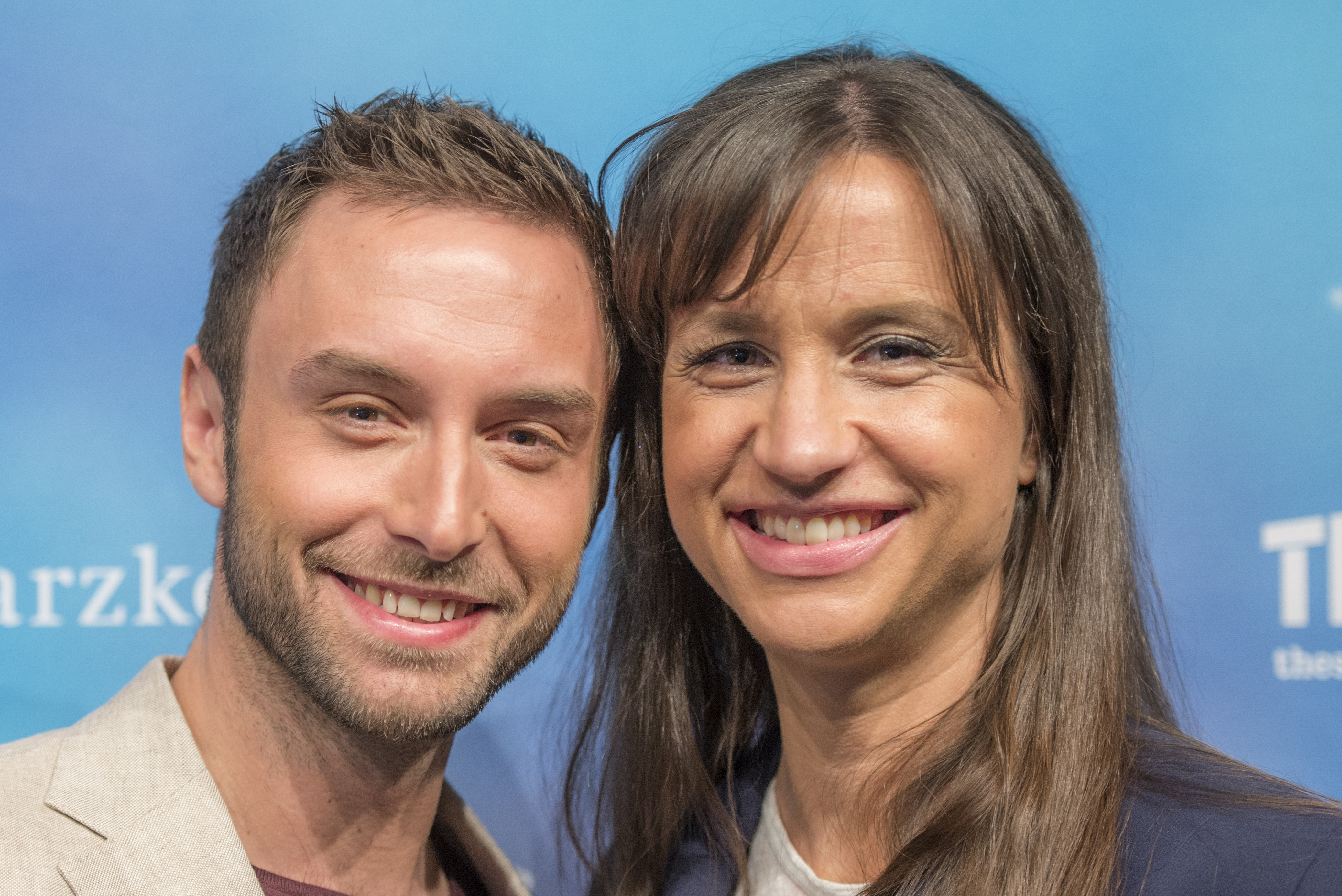
Moderátorská dvojice Måns Zelmerlöw a Petra Mede

### Nový systém hlasování
EVU dne 18. února 2016 oznámila, že se bude hlasovat novým hlasovacím způsobem. Poslední změny v hlasování proběhly v roce 1975. Nový systém byl inspirován hlasovacím systémem v Melodifestivalen. V minulých letech ohlašovaly jednotlivé země svou top desítku, která byla vytvořena na základě kombinace hlasů poroty a diváků. Od tohoto ročníku se body poroty a diváků udělovaly zvlášť. To znamená, že nedošlo ke kombinaci bodů každé hlasující skupiny v daném státu. V praxi to vypadalo tak, že všechny účastnící se země ohlásily během finále top desítku svých národních porot. Top desítky televizních diváků z každého státu se sečetly a vytvořily jeden velký společný žebříček. Ten byl ohlášen a následně přičten moderátory přenosu po prezentaci bodů poroty. Začínalo se od nejméně úspěšné země až po tu nejúspěšnější. To zajistilo, že do poslední chvíle nebylo známé jméno vítěze soutěže. Jelikož šlo o obrovský přísun bodů, zvítězit mohl i ten interpret, který byl prozatím v hlasování poroty například na čtvrtém místě. V minulých letech se stávalo, že vítěz byl znám několik minut před bodováním poslední země, čímž show ztrácela na napětí.
Bodovací systém zůstal stejný, tedy 12 bodů pro první místo, 10 bodů pro druhé, 8 bodů pro třetí až k desátému místu, za které se udělil jeden bod. Po skončení finále se daly k dispozici kompletní žebříčky všech národních porot a hlasujících diváků z jednotlivých zemí na internetu. Jednotlivé vysílací stanice měly možnost prezentovat v závěru večera samostatné pořadí svých televizních diváků.
Stejný systém byl využit i během semifinálových kol, avšak ohlášeno bylo pouze deset postupujících zemí bez pořadí či počtu bodů. Další pravidla zůstala beze změny. V případě remízy by o vyšším umístění rozhodl vyšší počet hlasujících zemí pro daného interpreta. V případě, že by byl shodný, rozhodující by byl vyšší počet dvanáctibodových hodnocení.

### Rozlosování a pořadí
Rozlosování účastníků jednotlivých semifinálových kol proběhlo 25. ledna 2016 na Stockholmské radnici. Účastníci vyjma automatických finalistů byli rozděleni do šesti košů.
| Koš 1                                                                                      | Koš 2                                                     | Koš 3                                                           | Koš 4                                                        | Koš 5                                                 | Koš 6                                                    |
| ------------------------------------------------------------------------------------------ | --------------------------------------------------------- | --------------------------------------------------------------- | ------------------------------------------------------------ | ----------------------------------------------------- | -------------------------------------------------------- |
| - Albánie - Bosna a Hercegovina - Chorvatsko - Černá Hora - Srbsko - Slovinsko - Makedonie | - Dánsko - Estonsko - Finsko - Island - Lotyšsko - Norsko | - Arménie - Ázerbájdžán - Bělorusko - Gruzie - Rusko - Ukrajina | - Austrálie - Belgie - Bulharsko - Kypr - Nizozemsko - Řecko | - Česko - Irsko - Litva - Polsko - Malta - San Marino | - Moldavsko - Maďarsko - Rakousko - Rumunsko - Švýcarsko |

### Grafický design
Grafická podoba soutěže včetně loga byla prezentována 25. ledna 2016. Hlavní symbol tohoto ročníku, inspirovaný pampeliškou, vytvořil Rikard Holst z firmy INGO. Odváté květy představují jednotlivé evropské národy, které se v květnu spojily do jedné magické květiny. Ta měla vyzařovat pozitivní energii, kterou přináší společná oslava hudby evropského kontinentu. Sloganem tohoto ročníku Eurovize se stalo „Come Together“, což lze česky přeložit jako „Spojme síly“, „Dejme se dohromady“ nebo „Buďme spolu“. Jedná se o aktuální výzvu pro rozdělenou Evropu, aby hledala porozumění, spolupracovala a snažila se najít společnou řeč. Hlavní inspiraci pro slogan hledali organizátoři v problematice migrační krize.

## Seznam účastníků

### První semifinále
Prvního semifinále se zúčastnilo celkem 18 zemí. Odehrálo se 10. května ve 21 hodin místního času. Hlasovat mohli diváci z těchto zemí, Švédska a dvou zemí tzv. Velké pětky, konkrétně z Francie a Španělska.
| Pořadí | Země                | Interpret                            | Skladba                | Jazyk               | Umístění | Body |
| ------ | ------------------- | ------------------------------------ | ---------------------- | ------------------- | -------- | ---- |
| 1.     | Finsko              | Sandhja                              | „Sing It Away“         | angličtina          | 15.      | 51   |
| 2.     | Řecko               | Argo                                 | „Utopian Land“         | angličtina, řečtina | 16.      | 44   |
| 3.     | Moldavsko           | Lidia Isac                           | „Falling Stars“        | angličtina          | 17.      | 33   |
| 4.     | Maďarsko            | Freddie                              | „Pioneer“              | angličtina          | 4.       | 197  |
| 5.     | Chorvatsko          | Nina Kraljić                         | „Lighthouse“           | angličtina          | 10.      | 133  |
| 6.     | Nizozemsko          | Douwe Bob                            | „Slow Down“            | angličtina          | 5.       | 197  |
| 7.     | Arménie             | Iveta Mukuchyan                      | „LoveWave“             | angličtina          | 2.       | 243  |
| 8.     | San Marino          | Serhat                               | „I Didn't Know“        | angličtina          | 12.      | 68   |
| 9.     | Rusko               | Sergej Lazarev                       | „You Are the Only One“ | angličtina          | 1.       | 342  |
| 10.    | Česko               | Gabriela Gunčíková                   | „I Stand“              | angličtina          | 9.       | 161  |
| 11.    | Kypr                | Minus One                            | „Alter Ego“            | angličtina          | 8.       | 164  |
| 12.    | Rakousko            | Zoë                                  | „Loin d'ici“           | francouzština       | 7.       | 170  |
| 13.    | Estonsko            | Jüri Pootsmann                       | „Play“                 | angličtina          | 18.      | 24   |
| 14.    | Ázerbájdžán         | Samra                                | „Miracle“              | angličtina          | 6.       | 185  |
| 15.    | Černá Hora          | Highway                              | „The Real Thing“       | angličtina          | 13.      | 60   |
| 16.    | Island              | Gréta Salóme                         | „Hear Them Calling“    | angličtina          | 14.      | 51   |
| 17.    | Bosna a Hercegovina | Dalal a Deen feat. Ana Rucner a Jala | „Ljubav je“            | bosenština          | 11.      | 104  |
| 18.    | Malta               | Ira Losco                            | „Walk on Water“        | angličtina          | 3.       | 209  |

### Druhé semifinále
Druhého semifinále se zúčastnilo celkem 18 zemí. Odehrálo se 12. května ve 21 hodin místního času. Hlasovat mohli diváci z těchto zemí a tří zemí tzv. Velké pětky, konkrétně z Itálie, Německa a Spojeného království.
| Pořadí | Země      | Interpret                              | Skladba                            | Jazyk                          | Umístění | Body |
| ------ | --------- | -------------------------------------- | ---------------------------------- | ------------------------------ | -------- | ---- |
| 1.     | Lotyšsko  | Justs                                  | „Heartbeat“                        | angličtina                     | 8.       | 132  |
| 2.     | Polsko    | Michał Szpak                           | „Color of Your Life“               | angličtina                     | 6.       | 151  |
| 3.     | Švýcarsko | Rykka                                  | „The Last of Our Kind“             | angličtina                     | 18.      | 28   |
| 4.     | Izrael    | Hovi Star                              | „Made of Stars“                    | angličtina                     | 7.       | 147  |
| 5.     | Bělorusko | Ivan                                   | „Help You Fly“                     | angličtina                     | 12.      | 84   |
| 6.     | Srbsko    | Sanja Vučić Zaa                        | „Goodbye (Shelter)“                | angličtina                     | 10.      | 105  |
| 7.     | Irsko     | Nicky Byrne                            | „Sunlight“                         | angličtina                     | 15.      | 46   |
| 8.     | Makedonie | Kaliopi                                | „Dona“ (Дона)                      | makedonština                   | 11.      | 88   |
| 9.     | Lotyšsko  | Donny Montell                          | „I've Been Waiting for This Night“ | angličtina                     | 4.       | 222  |
| 10.    | Austrálie | Dami Im                                | „Sound of Silence“                 | angličtina                     | 1.       | 330  |
| 11.    | Slovinsko | ManuElla                               | „Blue and Red“                     | angličtina                     | 14.      | 57   |
| 12.    | Bulharsko | Poli Genova                            | „If Love Was a Crime“              | angličtina, bulharština        | 5.       | 220  |
| 13.    | Dánsko    | Lighthouse X                           | „Soldiers of Love“                 | angličtina                     | 17.      | 34   |
| 14.    | Ukrajina  | Džamala                                | „1944“                             | angličtina, krymská tatarština | 2.       | 287  |
| 15.    | Norsko    | Agnete                                 | „Icebreaker“                       | angličtina                     | 13.      | 63   |
| 16.    | Gruzie    | Nika Kocharov a Young Georgian Lolitaz | „Midnight Gold“                    | angličtina                     | 9.       | 123  |
| 17.    | Albánie   | Eneda Tarifa                           | „Fairytale“                        | angličtina                     | 16.      | 45   |
| 18.    | Belgie    | Laura Tesoro                           | „What's the Pressure“              | angličtina                     | 3.       | 274  |

### Finále

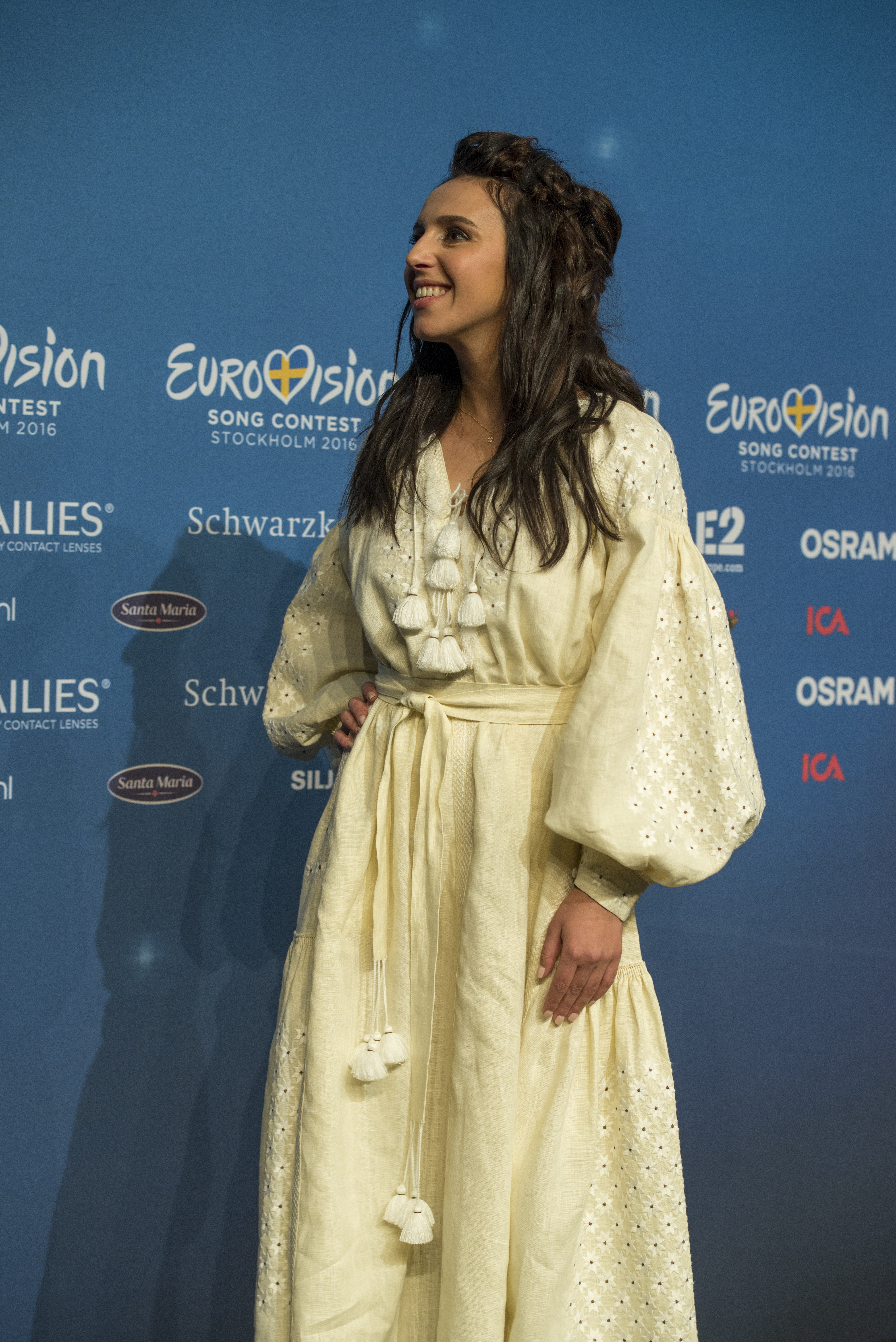
Vítězka soutěže Džamala

Finále se uskutečnilo 14. května ve 21 hodin místního času. Zúčastnilo se ho 26 zemí – 10 nejlepších z každého semifinále, státy z tzv. Velké pětky, které do finále postupují automaticky, a Švédsko jakožto vítěz předchozího ročníku. Pořadová čísla určili organizátoři soutěže po skončení obou semifinálových večerů, Švédsko si vylosovalo startovní pozici již 14. března 2016.
| Pořadí | Země               | Interpret                              | Skladba                            | Jazyk                          | Umístění | Body |
| ------ | ------------------ | -------------------------------------- | ---------------------------------- | ------------------------------ | -------- | ---- |
| 1.     | Belgie             | Laura Tesoro                           | „What's the Pressure“              | angličtina                     | 10.      | 181  |
| 2.     | Česko              | Gabriela Gunčíková                     | „I Stand“                          | angličtina                     | 25.      | 41   |
| 3.     | Nizozemsko         | Douwe Bob                              | „Slow Down“                        | angličtina                     | 11.      | 153  |
| 4.     | Ázerbájdžán        | Samra                                  | „Miracle“                          | angličtina                     | 17.      | 117  |
| 5.     | Maďarsko           | Freddie                                | „Pioneer“                          | angličtina                     | 19.      | 108  |
| 6.     | Itálie             | Francesca Michielin                    | „No Degree of Separation“          | angličtina, italština          | 16.      | 124  |
| 7.     | Izrael             | Hovi Star                              | „Made of Stars“                    | angličtina                     | 14.      | 135  |
| 8.     | Bulharsko          | Poli Genova                            | „If Love Was a Crime“              | angličtina, bulharština        | 4.       | 307  |
| 9.     | Švédsko            | Frans                                  | „If I Were Sorry“                  | angličtina                     | 5.       | 261  |
| 10.    | Německo            | Jamie-Lee                              | „Ghost“                            | angličtina                     | 26.      | 11   |
| 11.    | Francie            | Amir                                   | „J'ai cherché“                     | angličtina, francouzština      | 6.       | 257  |
| 12.    | Polsko             | Michał Szpak                           | „Color of Your Life“               | angličtina                     | 8.       | 229  |
| 13.    | Austrálie          | Dami Im                                | „Sound of Silence“                 | angličtina                     | 2.       | 511  |
| 14.    | Kypr               | Minus One                              | „Alter Ego“                        | angličtina                     | 21.      | 96   |
| 15.    | Srbsko             | Sanja Vučić Zaa                        | „Goodbye (Shelter)“                | angličtina                     | 18.      | 115  |
| 16.    | Litva              | Donny Montell                          | „I've Been Waiting for This Night“ | angličtina                     | 9.       | 200  |
| 17.    | Chorvatsko         | Nina Kraljić                           | „Lighthouse“                       | angličtina                     | 23.      | 73   |
| 18.    | Rusko              | Sergej Lazarev                         | „You Are the Only One“             | angličtina                     | 3.       | 491  |
| 19.    | Španělsko          | Barei                                  | „Say Yay!“                         | angličtina                     | 22.      | 77   |
| 20.    | Lotyšsko           | Justs                                  | „Heartbeat“                        | angličtina                     | 15.      | 132  |
| 21.    | Ukrajina           | Džamala                                | „1944“                             | angličtina, krymská tatarština | 1.       | 534  |
| 22.    | Malta              | Ira Losco                              | „Walk on Water“                    | angličtina                     | 12.      | 153  |
| 23.    | Gruzie             | Nika Kocharov a Young Georgian Lolitaz | „Midnight Gold“                    | angličtina                     | 20.      | 104  |
| 24.    | Rakousko           | Zoë                                    | „Loin d'ici“                       | francouzština                  | 13.      | 151  |
| 25.    | Spojené království | Joe and Jake                           | „You're Not Alone“                 | angličtina                     | 24.      | 62   |
| 26.    | Arménie            | Iveta Mukuchyan                        | „LoveWave“                         | angličtina                     | 7.       | 249  |